# 21. јул
21. јул (21.7.) је 202. дан године по грегоријанском календару (203. у преступној години). До краја године има још 163 дана.

## Догађаји
- 230 — Папа Понтијан је наследио Урбана I као 18. папа.
- 285 — Диоклецијан је именовао Максимијана за цезара и свог савладара.
- 365 — Критски земљотрес је изазвао цунами који је разорио Александрију.
- 976 — Основана аустријска кнежевска лоза Бабенберга која је владала Аустријом до 1246. Њихов породични архив постао основни фонд данашњег Државног архива у Бечу.
- 1242 — Луј IX је у бици код Тајбура окончао побуну својих вазала Хенрија III и Хјуа X Лизињана.
- 1403 — У бици код Шрузберија краљ Хенри IV је победио побуњенике.
- 1542 — Папа Павле III формирао инквизицију, конгрегацију кардинала са овлашћењима да прогоне јеретике, како би појачао борбу против протестантизма.
- 1542 — Прво искрцавање француских војника на обалу острва Вајт током француске инвазије острва Вајт.
- 1542 — У бици код Јемгума током Осамдесетогодишњег рата Фернандо Алварез де Толедо је победио Луја од Насауа.
- 1718 — Закључен је Пожаревачки мир којим су окончани Аустријско-турски рат и Турско-млетачки рат.
- 1773 — Папа Климент XIV издао папску булу „Dominus ac Redemptor“ којом је распустио језуитски ред.
- 1774 — Русија и Турска су склопиле Кучуккаинарџијски мир којим је окончан Руско-турски рат.
- 1798 — Наполеон Бонапарта после победе у бици код пирамида завладао Египтом.
- 1820 — Дански физичар Ханс Кристијан Ерстед представио своје откриће, електромагнетизам.
- 1861 — Снаге Конфедерације су однеле победу у првој бици код Бул Рана, првом великом окршају Америчког грађанског рата.
- 1873 — Почео шаховски турнир у Бечу. Победио је Џозеф Хенри Блекбурн.
- 1897 — Едвард, принц од Велса је отворио галерију „Тејт” у Лондону.
- 1904 — Завршена градња Транссибирске железнице од Москве до Нахотке код Владивостока. Железница грађена 13 година.
- 1925 — На Скоупсовом суђењу средњошколски наставник биологије Џон Т. Скоупс је осуђен због предавања еволуције и кажњен са 100 долара.
- 1940 — У балтичким државама Литванији, Летонији и Естонији успостављена совјетска власт.
- 1944 — Америчке трупе су се искрцале на Гвам започевши битку за Гвам.
- 1948 — У Београду у Дому Гарде у Топчидеру отпочео седмодневни Пети конгрес КПЈ, на ком је изабран нови ЦК КПЈ и подржано југословенско руководство у борби против Информбироа.
- 1949 — Сенат САД је ратификовао Северноатлантски споразум.
- 1954 — На Женевској конференцији Вијетнам је подељен на Северни и Јужни Вијетнам.
- 1960 — Сиримаво Бандаранаике постала премијер Цејлона, као прва жена у свету која је дошла на чело владе. Она је на то место дошла по убиства њеног мужа Соломона.
- 1970 — Након 11 година изградње завршена је Асуанска брана у Египту.
- 1973 — Упркос протестима светског јавног мњења Француска почела серију нуклеарних проба у јужном Пацифику.
- 1974 — Грчка је прихватила резолуцију Уједињених нација о прекиду ватре на Кипру, дан после турске инвазије. Наредног дана исту резолуцију прихватила и Турска.
- 1977 — Избио је четвородневни Либијско-египатски рат.
- 1983 — У Пољској укинуто ратно стање, уведено у децембру 1981.
- 1983 — Најнижа забележена температура на свету на насељеној локацији од −89,2 °C је измерена у станици Восток на Антарктику.
- 1993 — У поплавама и клизиштима проузрокованим једномесечним кишама у Индији, Бангладешу и Непалу погинуло око 1.000 људи, а више милиона принуђено да напусти домове.
- 1994 — Руски писац Александар Солжењицин стигао у Москву после двомесечног путовања по Русији, из које је 20 година раније отишао у егзил.
- 1995 — Представници 16 земаља на Међународној конференцији о Босни у Лондону упозорили војне и политичке представнике Срба у БиХ да ће, ако нападну „заштићену зону“ УН у Горажду, бити суочени са узвраћањем које укључује употребу ваздушне силе.
- 2008 — У Београду ухапшен хашки оптуженик Радован Караџић, бивши председник Републике Српске.
- 2011 — Окончан је Насин програм спејс-шатлова слетањем шатла Атлантис после мисије СТС-135.

## Рођења
- 1811 — Димитрије Деметер, хрватски књижевни и позоришни делатник. (прем. 1872)[1]
- 1816 — Паул Јулијус фон Ројтер, немачко-британски предузетник и новинар, познат и као оснивач новинске агенције Ројтерс. (прем. 1899)
- 1884 — Иван Ђаја, српски биолог, физиолог и писац. (прем. 1957)[2]
- 1893 — Ханс Фалада, немачки писац. (прем. 1947)
- 1899 — Харт Крејн, амерички песник. (прем. 1932)
- 1899 — Ернест Хемингвеј, амерички књижевник, добитник Нобелове награде за књижевност (1954). (прем. 1961)
- 1920 — Нада Клаић, хрватска историчарка. (прем. 1988)
- 1924 — Дон Нотс, амерички глумац и комичар. (прем. 2006)
- 1924 — Славко Симић, српски глумац. (прем. 2007)
- 1926 — Карел Рајс, чешко-британски редитељ, продуцент и сценариста. (прем. 2002)
- 1937 — Божидар Стошић, српски глумац. (прем. 2018)
- 1948 — Кет Стивенс, енглески музичар.
- 1951 — Робин Вилијамс, амерички глумац и комичар. (прем. 2014)
- 1957 — Тихомир Арсић, српски глумац. (прем. 2020)
- 1957 — Хасан Дудић, српски певач.
- 1960 — Љубомир Радановић, југословенски фудбалер.
- 1971 — Шарлот Генсбур, енглеско-француска глумица и музичарка.
- 1976 — Бранко Милисављевић, српски кошаркаш и кошаркашки тренер.
- 1978 — Давор Кус, хрватски кошаркаш.
- 1978 — Џош Хартнет, амерички глумац и продуцент.
- 1981 — Хоакин Санчез, шпански фудбалер.
- 1981 — Палома Фејт, енглеска музичарка и глумица.
- 1981 — Виктор Ханеску, румунски тенисер.
- 1983 — Милан Јовановић, српско-црногорски фудбалер.
- 1984 — Владимир Веременко, белоруски кошаркаш.
- 1984 — Пол Дејвис, амерички кошаркаш.
- 1985 — Филип Полашек, словачки тенисер.
- 1986 — Џејсон Томпсон, амерички кошаркаш.
- 1988 — Деандре Џордан, амерички кошаркаш.[3]
- 1989 — Крис Гантер, велшки фудбалер.
- 1989 — Весна Долонц, српска тенисерка.
- 1989 — Џуно Темпл, енглеска глумица.
- 1990 — Милица Ђурђевић, српска политичарка.
- 2000 — Ерлинг Бравт Холанд, норвешки фудбалер.

## Смрти
- 710 —  Шангуан Ванер, кинеска премијерка (рођ. 664)
- 1425 — Манојло II Палеолог, византијски цар (рођ. 1350)
- 1796 — Роберт Бернс, шкотски песник.
- 1921 — Милорад Драшковић, министар унутрашњих послова Краљевине Срба, Хрвата и Словенаца (рођ. 1873)
- 1944 — Клаус фон Штауфенберг, немачки официр и атентатор на Хитлера
- 1967 — Алберт Џон Лутули, јужноафрички политичар, борац против апартхејда
- 1985 — Зоран Радмиловић, српски глумац (рођ. 1933)
- 1985 — Александар Вучо, српски песник, романописац и активан учесник надреалистичког покрета (рођ. 1897)
- 1995 — Павле Шовљански, боксер (рођ. 1926)
- 1998 — Алан Шепард, амерички космонаут (рођ. 1923)
- 2000 — Станојло Рајичић, југословенски композитор (рођ. 1910)
- 2008 — Адил Зулфикарпашић, босанскохерцеховачки политичар (рођ. 1921)
- 2017 — Предраг Гојковић Цуне, српски певач (рођ. 1932)

## Празници и дани сећања
- Српска православна црква слави:
  - Свети великомученик Прокопије